# Penisola Jones

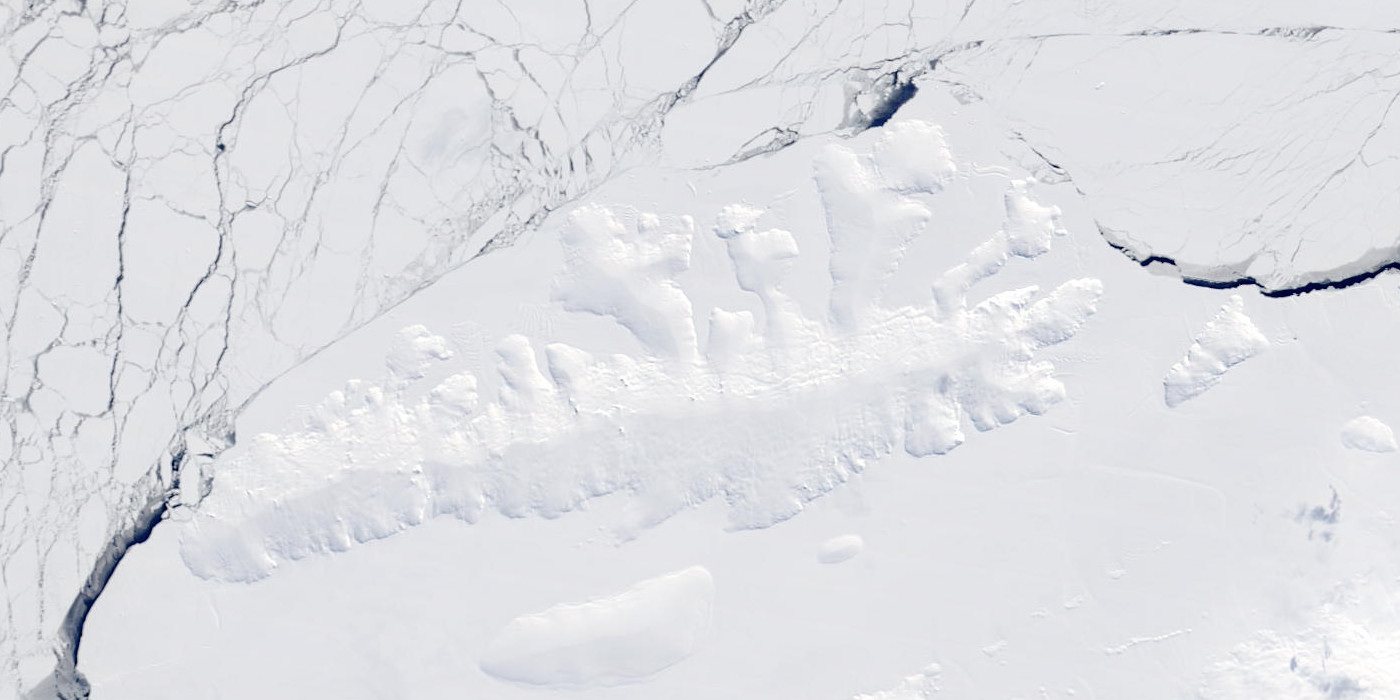
Un'immagine satellitare dell'isola Thurston.

La penisola Jones è una penisola completamente coperta dai ghiacci situata sull'isola Thurston, al largo della costa di Eights, nella Terra di Ellsworth, in Antartide. Questa penisola, che si allunga verso nord nel mare di Bellingshausen per circa 9 km, si trova in particolare nella parte occidentale della costa settentrionale dell'isola, a ovest della penisola Hughes.

## Storia
La penisola Jones fu scoperta durante ricognizioni aeree effettuate nel dicembre 1946 nel corso dell'operazione Highjump e fu del tutto mappata nel febbraio 1960 durante voli in elicottero partiti dalla USS Burton Island e dalla USS Glacier e svolti su quest'area nel corso di una spedizione di ricerca della marina militare statunitense nel mare di Bellingshausen, infine fu così battezzata dal Comitato consultivo dei nomi antartici in onore di Robert H. Jones, co-pilota del Martin PBM Mariner della squadra orientale della spedizione Highjump che ottenne per primo fotografie aeree di questa penisola e della parte costiera dell'isola Thurston a essa adiacente.